# Luigi Lombardi
Luigi Lombardi (21. srpna 1867 Dronero – 7. února 1958 Řím) byl italský politik a senátor parlamentu italského království.

## Život
Získal vysokoškolské vzdělání a stal se univerzitním profesorem a od 13. června 1939 členem italské Královské akademie věd. V období 23. ledna 1940 – 22. ledna 1941 byl členem Komise pro veřejné práce a komunikace. V období 22. ledna 1941 – 5. srpna 1943 byl členem komise školství a lidové kultury. Za působení v době fašismu byl nejvyšším soudem odvolán 30. srpna 1945 z politického úřadu.

## Vyznamenání
- Cavaliere Řád italské koruny, 25. ledna 1891
- Ufficiale Řádu italské koruny, 26. dubna 1893
- Commendatore Řádu italské koruny, 27. července 1913
- Grande ufficiale Řádu italské koruny, 2. června 1921
- Gran cordone Řádu italské koruny, 7. května 1940
- Cavaliere Řádu sv. Mauricia a sv. Lazara, 17. ledna 1909
- Commendatore Řádu sv. Mauricia a sv. Lazara, 29. listopadu 1925
- Grande ufficiale Řádu sv. Mauricia a sv. Lazara, 7. června 1938
- Commendatore Řádu svatého Řehoře Velikého